# Kvarntjärnen (Rämmens socken, Värmland, 667573-140164)
Kvarntjärnen är en sjö i Filipstads kommun, som ingår i Göta älvs huvudavrinningsområde.